# L'ombra che cammina
L'ombra che cammina (The Walking Dead) è un film del 1936 diretto da Michael Curtiz.
È un film d'azione statunitense a sfondo horror e fantascientifico con Boris Karloff, Ricardo Cortez e Edmund Gwenn. Karloff interpreta un uomo ingiustamente giustiziato riportato in vita da uno scienziato (Gwenn).

## Trama
John Ellman è stato incastrato per l'omicidio del giudice Shaw da una banda di malviventi guidata da un uomo chiamato Nolan. Egli è ingiustamente processato e nonostante il fatto che la sua innocenza sia stata provata, viene condannato alla sedia elettrica e giustiziato. Il dottor Evan Beaumont recupera il suo corpo e lo fa rivivere, come parte dei suoi esperimenti per rianimare un cadavere e per scoprire cosa succede all'anima dopo la morte.
Il dottor Beaumont, a tale scopo, usa un cuore meccanico. Anche se John Ellman non ha idea di chi voglia incastrarlo, comincia a cercare i colpevoli. Ognuno di questi perisce di una morte orribile. Nel confronto finale con gli ultimi due cospiratori, Ellman viene colpito a morte da Nolan e dal suo scagnozzo Loder che poi muoiono schiantandosi con l'automobile. Dopo aver compiuto la sua missione, quella di portare la giustizia e annientare i colpevoli, Ellman muore, poco dopo aver spiegato la morte e l'aldilà al curioso dottor Beaumont. Egli avverte inoltre Beaumont di non continuare i suoi esperimenti.

## Produzione
Il film, diretto da Michael Curtiz su una sceneggiatura di Ewart Adamson, Peter Milne, Robert Hardy Andrews e Lillie Hayward con il soggetto di Ewart Adamson e Joseph Fields, fu prodotto da Louis F. Edelman per la Warner Bros. e girato nei Warner Brothers Burbank Studios a Burbank e nel Griffith Park a Los Angeles, in California dal 23 dicembre 1935 con un budget stimato in 217.000 dollari.

## Distribuzione
Il film fu distribuito con il titolo The Walking Dead negli Stati Uniti dal 14 marzo 1936 (première a New York il 1º marzo 1936) al cinema dalla Warner Bros.
Altre distribuzioni:
- in Francia il 10 maggio 1936 (Le mort qui marche)
- in Danimarca il 15 ottobre 1936 (Den døde vender tilbage)
- in Svezia il 27 novembre 1936 (Den levande döde)
- in Austria nel 1937 (Der wandernde Tod)
- in Portogallo il 29 marzo 1937 (O Morto que Voltou à Vida)
- negli Stati Uniti il 15 luglio 1944 (redistribuzione)
- in Germania Ovest il 1º maggio 1979 (Der wandelnde Leichnam, in TV)
- in Ungheria (Halvajáró)
- in Spagna (Los muertos andan)
- in Brasile (O Morto Ambulante)
- in Grecia (Periplanomenos nekros)
- in Italia (L'ombra che cammina)

## Critica
Secondo il Morandini il film è un "bizzarro cocktail tra horror e cinema gangsteristico, raccontato con l'abituale energia da Curtiz". Morandini segnala inoltre l'interpretazione di Karloff.

## Promozione
Le tagline sono:
- "BACK FROM THE DEAD! (original print ad - all caps)".
- "THE BODY OF A GIANT! THE MIND OF A FIEND! RETURNED FROM THE DEAD TO WREAK VENGEANCE UPON HIS PERSECUTORS!! (original print ad - all caps)".
- "ETERNITY COULD NOT HOLD HIM!...A mystery drama that will raise goose pimples!".
- "See science bring an electrocuted convict back to life...with supernatural powers to rub out one by one the killers who sent him to the chair! (re-release print ad)".
- "HOW CAN A MAN AVENGE HIS OWN MURDER? (original ad - all caps)".